# Tota
Tota là một thị xã và đô thị thuộc Boyacá Department, Colombia, thuộc tỉnh Sugamuxi một phân vùng của Boyaca.